# Ориент
Ориент е географско понятие, с което се означават страните на изток от Европа, главно в Близкия Изток или на изток и югоизток от Средиземноморието.
В Западна Европа Ориент служи първоначално за обозначаване на етно-културния регион на Югозападна Азия. След Великите географски открития геотериториалния обхват на понятието за европейците се разширява, включвайки цялостната им представа и разбиране за Азия.
Предвид завоюването от Османската империя на Византия и Балканите, западноевропейците включват в понятието и т.нар. Рум.

## Етимология
Терминът „ориент“ произлиза от ориенс – „изток“ (на латински: oriens – буквално „изгряващ“), от ориор (на латински: orior – „издигам“). Използването на калка на „издигане“ за „изток“ съществува в много езици, описвайки изгрева на Слънцето.